# Duėl'
Duėl' (Дуэль) è un film del 1961 diretto da Tat'jana Borisovna Berezanceva e Lev Rudnik.